# Cutchogue
Cutchogue es un lugar designado por el censo (en inglés, census-designated place, CDP) situado en el condado de Suffolk, en el estado de Nueva York, Estados Unidos. Según el censo de 2020, tiene una población de 3437 habitantes.
Se localiza en la zona conocida como North Fork, en Long Island.

## Geografía
La localidad está ubicada en las coordenadas 41°01′16″N 72°29′13″O / 41.02111, -72.48694 (41.021223, -72.486958). Según la Oficina del Censo, la ciudad tiene una superficie total de 28.34 km², de los cuales 25.32 km² corresponden a tierra firme y 3.02 km² están cubiertos de agua.

## Demografía
Según la estimación 2018-2022 de la Oficina del Censo, los ingresos medios de los hogares de la localidad son de $137,581 y los ingresos medios de las familias son de $146,818. Alrededor del 5.4% de la población está por debajo de la línea de pobreza.